# Lista das regiões de Uganda por IDH
Esta é uma lista de províncias de Uganda por IDH de acordo com o ano de 2021.
O IDH de Uganda é de 0,550, considerado médio.

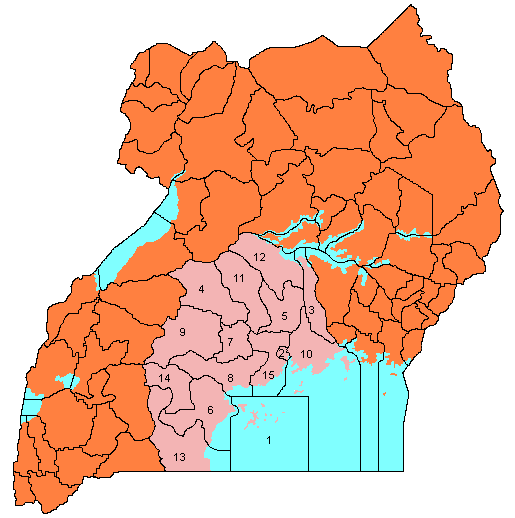
Mapa dos distritos de uganda por IDH,
Rosa claro: 0,550-0,699 (Médio)
Laranja: 0,000-0,549 (Baixo)

| Posição   | Provincia             | IDH (2021) | País Comparável                |
| IDH médio | IDH médio             | IDH médio  |                                |
| --------- | --------------------- | ---------- | ------------------------------ |
| 1         | Campala               | 0.635      | Micronésia                     |
| 2         | Região Central        | 0.560      | Ilhas Salomão                  |
| –         | Uganda(Média)         | 0.550      | Zimbabwe                       |
| IDH Baixo |                       |            |                                |
| 3         | Região Leste          | 0.525      | Lesoto                         |
| 4         | Região Oeste          | 0.506      | Malawi                         |
| 5         | Região Norte (Uganda) | 0.478      | República Democrática do Congo |

1. ↑  https://globaldatalab.org/shdi/table/shdi/UGA/?levels=1+4&years=2021&interpolation=0&extrapolation=0 Em falta ou vazio |título= (ajuda)